# Asignatura pendiente
Asignatura pendiente és el primer llargmetratge del director espanyol José Luis Garci en 1977. Va representar un dels majors èxits de la Transició.

## Argument
José i Elena, antics nuvis, es retroben després de bastants anys en els quals s'han perdut de vista. Tots dos han construït la seva vida al marge de l'altre i, casats ja, es tornen a enamorar recordant el que va ser la seva relació i en constatar que van deixar una "assignatura pendent" en la seva relació: mai van fer l'amor, a causa de les pressions de l'estricta moral dels anys 50.

## Repartiment
- José Sacristán (José)
- Fiorella Faltoyano (Elena)
- Antonio Gamero
- Sílvia Tortosa
- Héctor Alterio
- Simón Andreu (Paco)
- María Casanova (Pili)